# 7.º arrondissement de Paris

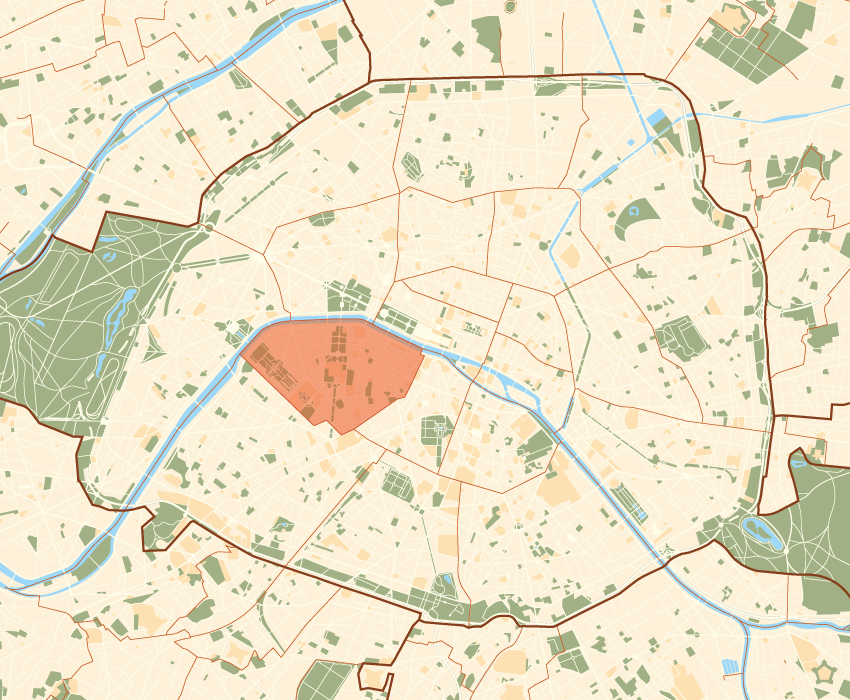
Mapa do 7.º arrondissement, assinalado a vermelho.

O 7.º arrondissement de Paris é um dos 20 arrondissements de Paris. Resulta da extensão de Paris no início do século XIX. É neste arrondissement que se encontra a famosa Torre Eiffel, o Hôtel des Invalides e a Capela de Nossa Senhora da Medalha Milagrosa, assim como um conjunto de museus famosos como: o Museu de Orsay, o Museu Rodin e o Museu do Quai Branly.

## Bairros
- Quartier Saint-Thomas-d'Aquin
- Quartier des Invalides
- Quartier de l'École-Militaire
- Quartier du Gros-Caillou

## Principais edifícios
- Torre Eiffel
- Parc du Champ de Mars
- Hôtel des Invalides
- Palácio Bourbon - Assembleia Nacional Francesa
- Museu de Orsay

## Demografia
Em 2006, a população era de 56 612, com uma densidade média de 13 842 hab.km².
| Ano (censo nacional)     | População | Densidade (hab./km²) |
| ------------------------ | --------- | -------------------- |
| 1872                     | 78553     | 19206                |
| 1926 (pico de população) | 110684    | 27075                |
| 1954                     | 104412    | 25529                |
| 1962                     | 99584     | 24360                |
| 1968                     | 87811     | 21480                |
| 1975                     | 74250     | 18163                |
| 1982                     | 67461     | 16502                |
| 1990                     | 62939     | 15396                |
| 1999                     | 56985     | 13940                |
| 2006                     | 56612     | 13842                |